# 山口県の県道一覧
山口県の県道一覧（やまぐちけんのけんどういちらん）は、山口県を通る県道の一覧である。

## 概要
都道府県道標識導入前は主要地方道・一般県道とも1号から番号を振る固定番号制を採っていたが、1972年（昭和47年）頃主要地方道は1号 - 100号、一般県道は101号以降の路線番号を割り当てる方式に変更された。県道として整備した自転車道（1975年（昭和50年）以降整備）については501号以降を割り当てている。
番号の割り当てについては、主要地方道・一般県道ごとに県東部から時計回りに連番で番号を割り当てていたが、1976年（昭和51年）4月1日建設省（当時）告示第694号により島根県にまたがる一般県道3路線が主要地方道に昇格したことに伴い1976年（昭和51年）頃主要地方道の第二次再編が実施され、番号の再割り当て（港湾・駅を結ぶ主要地方道は51号から番号を振り直し）が行われて現行の路線番号体系が成立した。新たに県道を指定した（あるいは一般県道から主要地方道への昇格）際には国道昇格や路線再編に伴い欠番になった番号を割り当てるケースと末尾に新たに連番を割り当てるケースの両方が存在する。
山口県道の他県には無い特徴として、ガードレールの塗色が一般的な白ではなく、原則として黄色に統一されていることが挙げられる。1963年（昭和38年）に山口国体が開催されるにあたって、景観整備の一環として当時の橋本正之山口県知事の提案により実施されたもので、視認性がよく山口県特産の夏ミカンにちなんだ色を採用することになった。山口県管理の国道も黄色のガードレールとなっている。

## 主要地方道

### 1 - 74
- 1 岩国大竹線（1994年 - ）
  - ※1972年 - 1994年…山口県道・広島県道1号周東根笠本郷線（→山口県道5号周東美川線・国道187号・山口県道・広島県道2号岩国佐伯線）
- 2 岩国佐伯線（1994年 - ）
  - ※1972年 - 1983年…山口県道・広島県道2号徳山廿日市線（→国道434号・国道186号・広島県道30号廿日市佐伯線）
  - ※1983年 - 1994年…欠番
- 3 新南陽津和野線（2006年 - ）
  - ※1972年 - 2006年…山口県道・島根県道3号新南陽日原線（→現路線）
- 4 大島環状線
- 5 周東美川線（1994年 - ）
  - ※1972年 - 1983年…山口県道5号伊保田土居線（→国道437号）
  - ※1983年 - 1994年…欠番
- 6 山口宇部線（1994年 - ）
  - ※1972年 - 1976年…山口県道6号岩国停車場線（→山口県道50号岩国停車場線）
  - ※1976年 - 1983年…山口県道6号大島玖珂線（→国道437号）
  - ※1983年 - 1994年…欠番
- 7 柳井周東線（1976年 - ）
  - ※1972年 - 1976年…山口県道7号光田布施柳井線（→山口県道8号徳山光線・山口県道22号光柳井線・山口県道23号光上関線）
- 8 徳山光線（1976年 - ）
  - ※1972年 - 1976年…山口県道8号柳井周東線（→山口県道7号柳井周東線）
- 9 徳山徳地線（1976年 - ）
  - ※1972年 - 1976年…山口県道9号徳山光線（→山口県道8号徳山光線）
- 10 山口福栄須佐線（1976年 - ）
  - ※1972年 - 1976年…山口県道10号徳山停車場線（→山口県道53号徳山停車場線）
- 11 萩篠生線（1976年 - ）
  - ※1972年 - 1976年…山口県道11号徳山港線（→山口県道52号徳山港線）
- 12 鹿野吉賀線（2006年 - ）
  - ※1972年 - 1976年…山口県道12号下松停車場線（→山口県道51号下松停車場線）
  - ※1976年 - 2006年…山口県道・島根県道12号鹿野六日市線（→現路線）
- 13 萩津和野線（1976年 - ）
  - ※1972年 - 1976年…山口県道13号新南陽徳地線（→山口県道21号新南陽徳地線→国道489号）
- 14 益田阿武線（1976年 - ）
  - ※1972年 - 1976年…山口県道14号防府阿東線（→山口県道24号防府阿東線→国道489号・山口県道24号防府徳地線）
- 15 岩国玖珂線（1994年 - ）
  - ※1972年 - 1976年…山口県道15号防府停車場線（→山口県道54号防府停車場線）
  - ※1976年 - 1994年…欠番
- 16 六日市錦線（1994年 - ）
  - ※1972年 - 1976年…山口県道16号山口徳山線（→国道376号・山口県道9号徳山徳地線）
  - ※1976年 - 1994年…欠番
- 17 津和野田万川線（1994年 - ）
  - ※1972年 - 1976年…山口県道17号山口美東線（→国道376号→国道435号）
- 18 （欠番）※1976年以降不使用
  - ※1972年 - 1976年…山口県道18号山口福栄須佐線（→山口県道10号山口福栄須佐線）
- 19 （欠番）※1976年以降不使用
  - ※1972年 - 1976年…山口県道19号小郡三隅線（→山口県道28号小郡三隅線）
- 20 （欠番）※1976年以降不使用
  - ※1972年 - 1976年…山口県道20号宇部船木線（→山口県道29号宇部船木線）
- 21 山口防府線（1994年 - ）
  - ※1972年 - 1976年…山口県道21号宇部港線（→山口県道55号宇部港線）
  - ※1976年 - 1994年…山口県道21号新南陽徳地線（→国道489号）
- 22 光柳井線（1976年 - ）
  - ※1972年 - 1976年…山口県道22号小野田美東線（→山口県道30号小野田美東線）
- 23 光上関線（1976年 - ）
  - ※1972年 - 1976年…山口県道23号美祢豊北線（→山口県道32号美祢豊北線→国道435号）
- 24 防府徳地線（1993年 - ）
  - ※1972年 - 1976年…山口県道24号美東秋芳西寺線（→山口県道31号美東秋芳西寺線）
  - ※1976年 - 1993年…山口県道24号防府阿東線（→国道489号および現路線）
- 25 宇部防府線（1994年 - ）
  - ※1972年 - 1976年…山口県道25号下関萩線（→山口県道33号下関萩線→国道262号・国道435号・国道490号・山口県道32号萩秋芳線・山口県道33号下関美祢線）
  - ※1976年 - 1994年…山口県道25号防府佐山線（→現路線）
- 26 山口鹿野線（1976年 - ）
  - ※1972年 - 1976年…山口県道26号下関長門線（→国道491号・山口県道34号下関長門線）
- 27 山口徳山線（1994年 - ）
  - ※1972年 - 1976年…山口県道27号豊浦菊川線（→山口県道35号豊浦菊川線）
  - ※1976年 - 1994年…山口県道27号山口大道線（→山口県道21号山口防府線）
- 28 小郡三隅線（1976年 - ）
  - ※1972年 - 1976年…山口県道28号仙崎港線（→山口県道56号仙崎港線）
- 29 宇部船木線（1976年 - ）
  - ※1972年 - 1976年…山口県道29号萩篠生線（→山口県道11号萩篠生線）
- 30 小野田美東線
- 31 美東秋芳西寺線
- 32 萩秋芳線（1994年 - ）
  - ※1976年 - 1983年…山口県道32号美祢豊北線（→国道435号）
  - ※1983 - 1994年…欠番
- 33 下関美祢線（1994年 - ）
  - ※1976 - 1994年…山口県道33号下関萩線（→国道262号・国道435号・国道490号・山口県道32号萩秋芳線および現路線）
- 34 下関長門線
- 35 豊浦菊川線
- 36 秋芳三隅線（1993年 - ）
  - ※1976年 - 1993年…山口県道36号宇部秋芳三隅線（→国道490号・山口県道31号美東秋芳西寺線および現路線）
- 37 宇部美祢線（1994年 - ）
  - ※1976年 - 1993年…山口県道37号下関豊田油谷線（→山口県道34号下関長門線・国道491号）
  - ※1993年 - 1994年…欠番
- 38 美祢油谷線（1994年 - ）
- 39 粟野二見線（1994年 - ）
- 40 豊浦清末線（1994年 - ）
- 41 下松鹿野線（1994年 - ）
- 42 - 49 （欠番）※1976年以降一切使用歴なし
- 50 岩国停車場線
- 51 下松停車場線
- 52 徳山港線
- 53 徳山停車場線
- 54 防府停車場線
- 55 宇部港線
- 56 仙崎港線
- 57 下関港線（1994年 - ）
- 58 防府環状線
- 59 岩国錦線
- 60 橘東和線
- 61 山口小郡秋穂線
- 62 山口旭線
- 63 下松田布施線
- 64 萩三隅線
- 65 山陽豊田線
- 66 長門油谷線
- 67 萩川上線
- 68 光日積線
- 69 徳山本郷線
- 70 柳井玖珂線
- 71 小野田山陽線
- 72 柳井上関線
- 73 （欠番）※1993年以降不使用
  - ※1983年 - 1993年…山口県道73号萩美東線（→国道490号）
- 74 （欠番）※1994年以降不使用
  - ※1983年 - 1994年…島根県道16号・山口県道74号六日市錦線（→島根県道・山口県道16号六日市錦線）

## 一般県道

### 101 - 200
- 101 嵩山久賀港線
- 102 （欠番）※1976年以降不使用。
  - ※1972年 - 1976年…山口県道102号大島玖珂線（→山口県道6号大島玖珂線→国道437号）
- 103 大島橘線
- 104 飯の山公園線
- 105 （欠番）※1978年以降不使用
  - ※1972年 - 1978年…山口県道105号小松港線（廃止、大島町道→周防大島町道に格下げ）
- 106 文珠山公園線
- 107 （欠番）※1983年以降不使用
  - ※1972年 - 1983年…山口県道107号伊保田橘線（→山口県道60号橘東和線・山口県道351号油田港線）
- 108 地家室白木港線
- 109 白木山線
- 110 岩国錦帯橋空港線（2012年 - [1]）
  - ※1972年 - 1994年…山口県道110号岩国周東線（→山口県道15号岩国玖珂線・山口県道144号光玖珂線）
  - ※1994年 - 2012年…欠番
- 111 岩国美和線
- 112 藤生停車場錦帯橋線
- 113 南岩国停車場磯崎線
- 114 新岩国停車場線
- 115 通津周東線
- 116 大竹美和線
- 117 乙瀬小方線
- 118 南岩国尾津線（2009年8月28日 - ）
  - ※1972年 - 1994年…山口県道・広島県道118号柱野大竹線（→山口県道・広島県道1号岩国大竹線・岩国市道）
  - ※1994年 - 2001年…欠番
  - ※2001年 - 2009年3月27日…山口県道118号牛野谷尾津線（全く建設されないまま廃止。一部区間は山口県道118号南岩国尾津線に継承）
  - ※2009年3月28日 - 8月27日…欠番
- 119 佐伯錦線（1983年 - ）
  - ※1972年 - 1983年…広島県道・山口県道・島根県道119号佐伯六日市線（→島根県道・山口県道16号六日市錦線および現路線）
- 120 須川吉賀線（2006年 - ）
  - ※1972年 - 2006年…山口県道・島根県道120号須川六日市線（→現路線）
- 121 羅漢山公園宇佐郷線（1980年 - ）
  - ※1972年 - 1976年…山口県道・島根県道121号鹿野六日市線（→山口県道・島根県道12号鹿野六日市線→山口県道・島根県道12号鹿野吉賀線）
  - ※1976年 - 1980年…欠番
- 122 大竹和木線（1990年 - ）
  - ※1972年 - 1976年…山口県道・島根県道122号萩津和野線（→山口県道・島根県道13号萩津和野線）
  - ※1976年 - 1990年…欠番
- 123 柿木山口線（1995年 - ）
  - ※1972年 - 1994年…島根県道・山口県道123号津和野田万川線（→島根県道・山口県道17号津和野田万川線・島根県道・山口県道124号津和野須佐線・山口県道306号弥富小川線）
  - ※1994年 - 1995年…欠番
- 124 津和野須佐線（2006年 - ）
  - ※1972年 - 2006年…島根県道・山口県道124号日原須佐線（→現路線）
- 125 蜂ヶ峯公園線（2016年 - ）…2016年4月15日山口県告示第117号により認定。
  - ※1972年 - 1994年…島根県道・山口県道125号日原田万川線（→島根県道・山口県道17号津和野田万川線・島根県道170号益田津和野線）
  - ※1994年 - 2016年…欠番
- 126 （欠番）※1976年以降不使用
  - ※1972年 - 1976年…島根県道・山口県道126号益田阿武線（→島根県道・山口県道14号益田阿武線）
- 127 （欠番）※1994年以降不使用
  - ※1972年 - 1994年…山口県道127号通津停車場線（→山口県道141号祖生通津停車場線）
- 128 （欠番）※1995年以降不使用
  - ※1972年 - 1995年…山口県道128号柱野停車場線（廃止、岩国市道に格下げ）
- 129 （欠番）※1983年以降不使用
  - ※1972年 - 1983年…山口県道129号波野岩国線（→山口県道59号岩国錦線）
- 130 本郷周東線
- 131 本郷五味線
- 132 （欠番）※1983年以降不使用
  - ※1972年 - 1983年…山口県道132号大原徳山線（→山口県道59号岩国錦線・山口県道69号徳山本郷線）
- 133 根笠周東線
- 134 秋掛錦線
- 135 北中山岩国線
- 136 上久原藤生停車場線
- 137 玖珂停車場線
- 138 周東田布施線
- 139 三瀬川下松線
- 140 獺越下松線
- 141 祖生通津停車場線
- 142 久杉高水停車場線
- 143 周防高森停車場線
- 144 光玖珂線（1994年 - ）
  - ※1972年 - 1994年…山口県道144号光周東線（→現路線）
- 145 （欠番）※1976年以降不使用
  - ※1972年 - 1976年…山口県道145号光平生線（→山口県道22号光柳井線・山口県道23号光上関線）
- 146 室積公園線
- 147 （欠番）※1995年以降不使用
  - ※1972年 - 1995年…山口県道147号島田停車場線（廃止、光市道に格下げ）
- 148 （欠番）※1983年以降不使用
  - ※1972年 - 1983年…山口県道148号伊陸光線（→山口県道68号光日積線）
- 149 柳井由宇線
- 150 銭壺山公園線（1994年 - ）
  - ※1972年 - 1983年…山口県道150号柳井玖珂線（→山口県道70号柳井玖珂線）
  - ※1983年 - 1994年…欠番
- 151 伊陸大畠港線
- 152 伊保庄平生線
- 153 木部柳井線
- 154 （欠番）※1994年以降不使用
  - ※1972年 - 1994年…山口県道154号柳井停車場線（→山口県道7号柳井周東線、実延長0 m）
- 155 東浦西浦線
- 156 （欠番）※1983年以降不使用
  - ※1972年 - 1983年…山口県道156号室津柳井線（→山口県道72号柳井上関線）
- 157 （欠番）※1976年以降不使用
  - ※1972年 - 1976年…山口県道157号四代平生線（→山口県道23号光上関線）
- 158 佐田中田布施線
- 159 束荷一ノ瀬線
- 160 石城山公園線
- 161 岩田停車場線
- 162 石城山光線（1974年 - ）
  - ※1972年 - 1974年…山口県道162号宿井光線（→現路線）
- 163 別府田布施停車場線
- 164 平生港田布施線
- 165 大野南長迫線
- 166 八代温見線
- 167 高水停車場線
- 168 勝間停車場線
- 169 湯野山畑線
- 170 粭島櫛ヶ浜停車場線
- 171 （欠番）※1983年以降不使用
  - ※1972年 - 1983年…山口県道171号下松田布施線（→山口県道63号下松田布施線）
- 172 徳山新南陽線（1995年 - ）
  - ※1972年 - 1994年…山口県道172号下松鹿野線（→山口県道41号下松鹿野線）
  - ※1994年 - 1995年…欠番
- 173 笠戸島線
- 174 笠戸島公園線
- 175 （欠番）※1995年以降不使用
  - ※1972年 - 1995年…山口県道175号周防久保停車場線（廃止、下松市道に格下げ）
- 176 周防花岡停車場線
- 177 （欠番）※1976年以降不使用
  - ※1972年 - 1976年…山口県道177号高瀬周東線（→国道376号）
- 178 新南陽停車場線（1994年 - ）
  - ※1972年 - 1994年…山口県道178号周防富田停車場線（→現路線、JR西日本山陽本線 周防富田駅の新南陽駅への改称（1980年10月1日）に伴う改称）
- 179 金峰徳山線
- 180 串夜市線（2017年 - ）
  - ※1972年 - 1973年…山口県道180号鹿野夜市停車場線
  - ※1973年 - 2017年…山口県道180号鹿野夜市線
- 181 （欠番）※1994年以降不使用
  - ※1972年 - 1994年…山口県道181号奈美山口線（→山口県道27号山口徳山線）
- 182 （欠番）※1994年以降不使用
  - ※1972年 - 1994年…山口県道182号中山徳山線（→山口県道27号山口徳山線）
- 183 中ノ関港新田線
- 184 三田尻港徳地線（1994年 - ）
  - ※1972年 - 1994年…山口県道184号三田尻港防府停車場線（→現路線）
- 185 防府停車場向島線
- 186 防府停車場大藪線
- 187 高井大道停車場線
- 188 （欠番）※1976年以降不使用
  - ※1972年 - 1976年…山口県道188号大道停車場線（→山口県道187号高井大道停車場線）
- 189 富海停車場線
- 190 中ノ関港線
- 191 （欠番）※1995年以降不使用
  - ※1972年 - 1995年…山口県道191号柚木大内線（→島根県道・山口県道123号柿木山口線）
- 192 串戸田線
- 193 （欠番）※1994年以降不使用
  - ※1972年 - 1994年…山口県道193号山口宇部線（→山口県道6号山口宇部線）
- 194 山口秋穂線
- 195 （欠番）※1977年以降不使用
  - ※1972年 - 1977年…山口県道195号大内大道線（→山口県道27号山口大道線→山口県道21号山口防府線）
- 196 宮野上佐々並線（1979年 - ）
  - ※1972年 - 1977年…山口県道196号大内鹿野線（→山口県道26号山口鹿野線）
  - ※1977年 - 1979年…欠番
  - ※旧国道262号
- 197 仁保中郷奈美線
- 198 （欠番）※1983年以降不使用
  - ※1972年 - 1978年…山口県道198号本由良阿知須線（→山口県道198号本由良東岐波線）
  - ※1978年 - 1983年…山口県道198号本由良東岐波線（→山口県道25号宇部防府線・山口県道212号山口阿知須宇部線）
- 199 開作上嘉川停車場線
- 200 陶湯田線

### 201 - 300
- 201 宮野上山口停車場線
- 202 香山園公園線
- 203 厳島早間田線
- 204 宮野大歳線（1995年 - ）
  - ※1972年 - 1995年…山口県道204号宮野停車場線（廃止、山口市道に格下げ）
  - ※旧国道9号
- 205 山口停車場線
- 206 湯田停車場線
- 207 （欠番）※1995年以降不使用
  - ※1972年 - 1995年…山口県道207号大歳停車場線（廃止、山口市道に格下げ）
- 208 四辻停車場線
- 209 （欠番）※1995年以降不使用
  - ※1972年 - 1995年…山口県道209号嘉川停車場線（廃止、山口市道に格下げ）
- 210 （欠番）※1976年以降不使用
  - ※1972年 - 1976年…山口県道210号秋穂佐山線（→山口県道25号宇部防府線・山口県道338号大海秋穂二島線）
- 211 （欠番）※1976年以降不使用
  - ※1972年 - 1976年…山口県道211号秋穂港大道停車場線（→山口県道25号宇部防府線）
- 212 山口阿知須宇部線（1994年 - ）
  - ※1972年 - 1994年…山口県道212号下郷山口線（→現路線）
- 213 きらら浜沖の原線（2001年 - ）
  - ※1972年 - 1983年…山口県道213号小郡秋穂港線（→山口県道61号山口小郡秋穂線）
  - ※1983年 - 2001年…欠番
- 214 新山口停車場長谷線（2008年 - ）
  - ※1972年 - 2003年…山口県道214号小郡停車場線（→山口県道214号新山口停車場線、JR西日本山陽本線・宇部線・山口線・山陽新幹線 小郡駅の新山口駅への改称（2003年10月1日）に伴う改称）
  - ※2003年 - 2008年…山口県道214号新山口停車場線（→現路線）
- 215 宇部停車場線（1994年 - ）
  - ※1972年 - 1994年…山口県道215号宇部美祢線（→山口県道37号宇部美祢線）
- 216 善和阿知須線
- 217 小野木田線（1979年 - ）
  - ※1972年 - 1976年…山口県道217号宇部秋芳線（→山口県道36号宇部秋芳三隅線→国道490号）
  - ※1976年 - 1979年…欠番
- 218 （欠番）※1983年以降不使用
  - ※1972年 - 1983年…山口県道218号妻崎開作小野田港線（→山口県道354号妻崎開作小野田線）
- 219 西岐波吉見線
- 220 宇部空港線
- 221 （欠番）※1995年以降不使用
  - ※1972年 - 1995年…山口県道221号厚東停車場線（廃止、宇部市道に格下げ）
- 222 小野田停車場線
- 223 小野田港線
- 224 西万倉山陽線
- 225 船木津布田線…2008年3月31日山口県告示第157号により認定。
  - ※1972年 - 1983年…山口県道225号奥万倉小野田線（→山口県道71号小野田山陽線・山口県道355号奥万倉厚狭線）
  - ※1983年 - 2008年…欠番
  - ※旧国道2号（国道9号重用）
- 226 津布田郡線（1998年 - ）
  - ※1972年 - 1998年…山口県道226号迫田梶厚狭線（→山口県道227号厚狭停車場郡線・山陽小野田市道および現路線）
- 227 厚狭停車場郡線（1998年 - ）
  - ※1972年 - 1983年…山口県道227号山陽豊田線（→山口県道65号山陽豊田線）
  - ※1983年 - 1998年…欠番
- 228 厚狭停車場線
- 229 埴生停車場線
- 230 伊佐吉部山口線
- 231 美祢小郡線
- 232 奥万倉山陽線
- 233 美祢菊川線
- 234 （欠番）※1994年以降不使用
  - ※1972年 - 1994年…山口県道234号美祢油谷線（→山口県道38号美祢油谷線）
- 235 豊田前東厚保線
- 236 （欠番）※1995年以降不使用
  - ※1972年 - 1995年…山口県道236号大嶺停車場線（廃止、美祢市道に格下げ。その後大嶺駅も廃止（1997年3月31日限り））
- 237 （欠番）※1995年以降不使用
  - ※1972年 - 1995年…山口県道237号四郎ヶ原停車場線（廃止、美祢市道に格下げ）
- 238 （欠番）※1983年以降不使用
  - ※1972年 - 1983年…山口県道238号絵堂萩線（→山口県道73号萩美東線→国道490号）
- 239 銭屋美祢線
- 240 湯ノ口美祢線
- 241 秋吉台絵堂線（1977年 - ）
  - ※1972年 - 1977年…山口県道241号秋吉台美東線（→現路線）
- 242 秋吉台公園線（2011年 - ）
  - ※1972年 - 1976年…山口県道242号秋芳三隅線（→山口県道36号宇部秋芳三隅線→山口県道36号秋芳三隅線）
  - ※1976年 - 2011年..欠番
- 243 （欠番）※1994年以降不使用
  - ※1972年 - 1994年…山口県道243号秋吉台公園線（→山口県道32号萩秋芳線→山口県道242号秋吉台公園線）
- 244 下関川棚線（1994年 - ）
  - ※1972年 - 1976年…山口県道244号下関菊川線（→山口県道37号下関豊田油谷線→山口県道34号下関長門線）
  - ※1976年 - 1994年…欠番
- 245 永田郷室津川棚線
- 246 長府前田線
- 247 安岡港長府線
- 248 下関港安岡線（2015年 - ）
  - ※1972年 - 2015年…山口県道248号下関港垢田線（→現路線）
- 249 （欠番）※1998年以降不使用
  - ※1972年 - 1998年…山口県道249号幡生停車場椋野線（→山口県道258号武久椋野線および下関市道）
- 250 南風泊港線
- 251 田ノ首下関線
- 252 福浦港金比羅線
- 253 小月停車場線
- 254 長府停車場線
- 255 田倉新下関停車場線（2016年 - ）…2016年5月24日山口県告示第157号により認定。
  - ※1972年 - 1994年…山口県道255号長門一の宮停車場線（→山口県道255号新下関停車場線→現路線。JR西日本山陽本線・山陽新幹線 長門一ノ宮駅の新下関駅への改称（1975年3月10日）に伴う改称。その際区域も変更）
  - ※1994年 - 2016年…山口県道255号新下関停車場線（→現路線）
- 256 綾羅木停車場線
- 257 安岡停車場線
- 258 武久椋野線（1998年 - ）
  - ※1972年 - 1995年…山口県道258号吉見停車場線（廃止、下関市道に格下げ）
  - ※1995年 - 1998年…欠番
- 259 新下関停車場線（2020年 - ）…2020年3月27日山口県告示第96号により認定。
  - ※1972年 - 1994年…山口県道259号豊浦清末線（→山口県道40号豊浦清末線）
  - ※1994年 - 2002年…欠番
  - ※2002年 - 2020年…山口県道259号新下関停車場稗田線（→現路線）
- 260 宇賀山陽線
- 261 豊浦久野線
- 262 豊浦豊田線
- 263 小串停車場線
- 264 （欠番）※1995年以降不使用
  - ※1972年 - 1995年…山口県道264号黒井村停車場線（廃止、豊浦町道→下関市道に格下げ）
- 265 七見小月線
- 266 日野吉田線
- 267 中ノ川於福停車場線
- 268 豊田三隅線
- 269 豊田粟野港線
- 270 田耕湯玉停車場線
- 271 （欠番）※1994年以降不使用
  - ※1972年 - 1994年…山口県道271号市之瀬二見線（→山口県道39号粟野二見線）
- 272 滝部停車場線
- 273 （欠番）※1995年以降不使用
  - ※1972年 - 1995年…山口県道273号特牛停車場線（廃止、豊北町道→下関市道に格下げ）
- 274 （欠番）※1995年以降不使用
  - ※1972年 - 1995年…山口県道274号阿川停車場線（廃止、豊北町道→下関市道に格下げ）
- 275 島戸港線
- 276 角島神田線（2000年 - ）
  - ※1972年 - 2000年…山口県道276号角島線（→現路線および下関市道）
- 277 長門市停車場線
- 278 （欠番）※1995年以降不使用
  - ※1972年 - 1995年…山口県道278号長門湯本停車場線（廃止、長門市道に格下げ）
- 279 （欠番）※1995年以降不使用
  - ※1972年 - 1995年…山口県道279号渋木停車場線（廃止、長門市道に格下げ）
- 280 長門秋芳線（1995年 - ）
  - ※1972年 - 1995年…山口県道280号市野尾秋芳線（→現路線）
- 281 俵山長門古市停車場線
- 282 仙崎停車場小浜線
- 283 青海島線
- 284 （欠番）※1995年以降不使用
  - ※1972年 - 1995年…山口県道284号長門三隅停車場線（廃止、三隅町道→長門市道に格下げ）
- 285 野波瀬港線
- 286 日置上油谷線
- 287 長門三隅線（1994年 - ）
  - ※1972年 - 1983年…山口県道287号黄波戸境川線（→山口県道66号長門油谷線）
  - ※1983年 - 1994年…欠番
  - ※旧国道191号
- 288 （欠番）※1983年以降不使用
  - ※1972年 - 1983年…山口県道288号黄波戸港長門古市停車場線（→山口県道66号長門油谷線）
- 289 （欠番）※1983年以降不使用
  - ※1972年 - 1983年…山口県道289号久津港長門古市停車場線（→山口県道66号長門油谷線・山口県道356号久津小田線）
- 290 （欠番）※1976年以降不使用
  - ※1972年 - 1976年…山口県道290号油谷豊田線（→山口県道37号下関豊田油谷線→国道491号）
- 291 （欠番）※1983年以降不使用
  - ※1972年 - 1983年…山口県道291号油谷港人丸停車場線（→山口県道66号長門油谷線・山口県道357号油谷港線・山口県道358号人丸停車場線）
- 292 （欠番）※1983年以降不使用
  - ※1972年 - 1983年…山口県道292号萩三隅線（→山口県道64号萩三隅線）
- 293 萩長門峡線
- 294 笠山越ヶ浜線
- 295 萩城趾線
- 296 三見停車場三見市線
- 297 （欠番）※1994年以降不使用
  - ※1972年 - 1994年…山口県道297号東萩停車場線（廃止、萩市道に格下げ）
- 298 （欠番）※1995年以降不使用
  - ※1972年 - 1995年…山口県道298号長門大井停車場線（廃止、萩市道に格下げ）
- 299 萩港線
- 300 宇津本村線

### 301 - 366
- 301 （欠番）※1983年以降不使用
  - ※1972年 - 1983年…山口県道301号笹尾萩線（→山口県道67号萩川上線）
- 302 福田下宇田線
- 303 福田下惣郷線
- 304 江崎停車場線
- 305 須佐湾高山尾浦線
- 306 弥富小川線（1994年 - ）
  - ※1972年 - 1983年…山口県道306号佐々並山口線（→山口県道62号山口旭線）
  - ※1983年 - 1994年…欠番
- 307 佐々並美東線
- 308 明木美東線
- 309 佐々並町絵美東線
- 310 迫田篠目停車場線
- 311 篠目徳佐下線（2009年 - ）
  - ※1972年 - 2009年…山口県道311号篠目地福上線（→現路線）
  - ※旧国道9号
- 312 矢代佐々並線（1995年 - ）
  - ※1972年 - 1995年…山口県道312号長門峡停車場線（廃止、阿東町道に格下げ）
- 313 （欠番）※1995年以降不使用
  - ※1972年 - 1995年…山口県道313号地福停車場線（廃止、阿東町道に格下げ）
- 314 徳佐停車場線
- 315 吉部下萩線
- 316 高佐下阿武線
- 317 高佐下阿東線
- 318 （欠番）※1994年以降不使用
  - ※1973年 - 1994年…山口県道318号中山徳地線（→山口県道27号山口徳山線・山口県道184号三田尻港徳地線）
- 319 大河内地吉線（1973年 - ）
- 320 塩田中山線（1974年 - ）
- 321 和田上村線（1976年 - ）
- 322 （欠番）※1983年以降不使用
  - ※1975年 - 1983年…山口県道322号防府環状線（→山口県道58号防府環状線）
- 323 下関停車場線（1974年 - ）
- 324 （欠番）※2011年以降不使用
  - ※1974年 - 2011年 - 山口県道324号綾木秋吉線（→山口県道240号湯ノ口美祢線・美祢市道）
- 325 宇津払子本村線（1974年 - ）
- 326 （欠番）※1994年以降不使用
  - ※1974年 - 1994年…山口県道326号小周防泉線（→山口県道8号徳山光線）
- 327 狗留孫山公園線（1974年 - ）
- 328 福井上蔵目喜線（1975年 - ）
- 329 （欠番）※1994年以降不使用
  - ※1979年 - 1994年…山口県道329号明木萩線（→山口県道32号萩秋芳線）
- 330 祝島線（1975年 - ）
- 331 （欠番）※1976年以降不使用
  - ※1975年 - 1976年…山口県道331号杢路子西長野線（→山口県道262号豊浦豊田線）
- 332 十種ヶ峰線（1976年 - ）
- 333 奥秋吉台公園線（1976年 - ）
- 334 引谷篠目線（1976年 - ）
- 335 江崎陶線（1976年 - ）
  - ※旧国道2号
- 336 東厚保大嶺線（1976年 - ）
- 337 田万川須佐線（1976年 - ）
- 338 大海秋穂二島線（1976年 - ）
- 339 東吉部秋吉線（1976年 - ）
- 340 （欠番）※1994年以降不使用
  - ※1976年 - 1994年…山口県道340号下関港線（→山口県道57号下関港線）
- 341 大嶺於福線（1976年 - ）
- 342 琴芝際波線（1977年 - ）
- 343 宇田須佐線（1978年 - ）
  - ※旧国道191号
- 344 吉部下篠目線（1977年 - ）
- 345 （欠番）※1994年以降不使用
  - ※1977年 - 1994年…山口県道345号川棚吉見下線（→山口県道244号下関川棚線・下関市道）
- 346 光井島田線（1978年 - ）
- 347 下松新南陽線（1978年 - ）
  - ※旧国道2号
- 348 大内右田線（1978年 - ）
- 349 江汐公園線（1980年 - ）
- 350 （欠番）※使用路線不明
- 351 油田港線（1983年 - ）
- 352 秋穂港線（1983年 - ）
- 353 新山口停車場上郷線（2006年 - ）
  - ※1983年 - 2003年…山口県道353号小郡停車場柳井田線（→現路線、JR西日本山陽本線・宇部線・山口線・山陽新幹線 小郡駅の新山口駅への改称〔2003年10月1日〕に伴う改称）
  - ※2003年 - 2006年…山口県道353号新山口停車場柳井田線（→現路線）
- 354 妻崎開作小野田線（1983年 - ）
- 355 奥万倉厚狭線（1983年 - ）
- 356 久津小田線（1983年 - ）
- 357 油谷港線（1983年 - ）
- 358 人丸停車場線（1983年 - ）
- 359 大下日南瀬線（1983年 - ）
- 360 笹尾筏場線（1983年 - ）
- 361 錦鹿野線（1983年 - ）
- 362 白木漁港佐連線（1983年 - ）
- 363 （欠番）※1994年以降不使用
  - ※1983年 - 1992年…山口県道363号山中阿知須線（→山口県道363号山中佐山線）
  - ※1992年 - 1994年…山口県道363号山中佐山線（→山口県道25号宇部防府線）
- 364 （欠番）※1991年以降不使用
  - ※1983年 - 1991年…山口県道364号阿知須東岐波線（→山口県道212号山口阿知須宇部線および山口市道）
- 365 （欠番）※1994年以降不使用
  - ※1991年 - 1994年…山口県道365号山口阿知須宇部線（→山口県道212号山口阿知須宇部線）
- 366 徳山下松線（1992年 - ）
  - ※旧国道188号

### 501 - 503（自転車道）
- 501 山口秋吉台公園自転車道線（1975年 - ）
- 502 山口防府小郡自転車道線（1984年 - ）
- 503 佐波川自転車道線（1997年 - ）